# نزار محروس
نزار محروس (انگلیسی: Nizar Mahrous؛ زادهٔ ۱ ژانویهٔ ۱۹۶۳) یک ورزشکار اهل سوریه است.
از باشگاه‌هایی که در آن بازی کرده‌است می‌توان به باشگاه ورزشی الوحده سوریه، الجیش سوریه، باشگاه فوتبال تشرین سوریه، و تیم ملی فوتبال سوریه اشاره کرد.
وی همچنین در تیم ملی فوتبال سوریه بازی کرده است.